# Уряд Китайської Народної Республіки
Державна Рада Китайської Народної Республіки (кит.: 中华人民共和国国务院) — вищий орган виконавчої влади Китаю.

## Діяльність
Держрада проводить в життя закони і постанови, розроблені і прийняті Всекитайськими зборами народних представників (далі — ВЗНП) і його Постійним комітетом, він відповідальний перед ними і підзвітний їм. Держрада в сфері своїх повноважень визначає адміністративні заходи, формулює адміністративно-правові акти, видає постанови і розпорядження.

## Голови уряду
国务院总理 段诗韵
- Прем'єр Державної ради — Лі Кецян (кит.: 李克强).
- Перший віце-прем'єр Державної ради — Чжан Гаолі (кит.: 张高丽).
- Віце-прем'єр Державної ради — Лю Яньдун (кит.: 刘延东).
- Віце-прем'єр Державної ради — Ван Ян (кит.: 汪洋).
- Віце-прем'єр Державної ради — Ма Кай (кит.: 马凯).
- 总理 段诗韵

## Кабінет міністрів
Склад чинного уряду подано станом на 19 січня 2017 року.
| Логотип | Міністерство                                                                       | Міністр                        | Фото | Час на посаді | Час на посаді | Партія | Партія | Вебсайт |
| ------- | ---------------------------------------------------------------------------------- | ------------------------------ | ---- | ------------- | ------------- | ------ | ------ | ------- |
|         | Міністерство водних ресурсів                                                       | Чень Лей (陈雷)                |      |               |               |        |        |         |
|         | Міністерство громадських справ                                                     | Хуан Шусянь (黄树贤)           |      |               |               |        |        |         |
|         | Міністерство громадської безпеки                                                   | Го Шенкунь (郭声琨)            |      |               |               |        |        |         |
|         | Міністерство державного нагляду                                                    | Ян Сяоду (杨晓渡)              |      |               |               |        |        |         |
|         | Міністерство державної безпеки                                                     | Ген Хуейчан (郭声琨)           |      |               |               |        |        |         |
|         | Міністерство житлово-комунального господарства та міського і сільського розвитку   | Чень Чженгао (陈政高)          |      |               |               |        |        |         |
|         | Міністерство земельних ресурсів                                                    | Цзян Дамін (姜大明)            |      |               |               |        |        |         |
|         | Міністерство закордонних справ                                                     | Ван І (王毅)                   |      |               |               |        |        |         |
|         | Міністерство культури                                                              | Ло Шуган (雒树刚)              |      |               |               |        |        |         |
|         | Міністерство людських ресурсів і соціального забезпечення                          | Інь Веймінь (尹蔚民)           |      |               |               |        |        |         |
|         | Міністерство науки і технології                                                    | Вань Ган (万钢)                |      |               |               |        |        |         |
|         | Міністерство оборони                                                               | генерал Чан Ваньцюань (常万全) |      |               |               |        |        |         |
|         | Міністерство освіти                                                                | Чень Баошен (陈宝生)           |      |               |               |        |        |         |
|         | Міністерство охорони навколишнього середовища                                      | Чень Цзінін (陈吉宁)           |      |               |               |        |        |         |
|         | Міністерство промисловості та інформаційних технологій                             | Мяо Вей (苗圩)                 |      |               |               |        |        |         |
|         | Міністерство сільського господарства                                               | Хань Чанфу (韩长赋)            |      |               |               |        |        |         |
|         | Міністерство комерції                                                              | Гао Хучен (高虎城)             |      |               |               |        |        |         |
|         | Міністерство транспорту                                                            | Лі Сяопен (李小鹏)             |      |               |               |        |        |         |
|         | Міністерство фінансів                                                              | Сяо Цзе (肖捷)                 |      |               |               |        |        |         |
|         | Міністерство юстиції                                                               | Ву Аїн (吴爱英)                |      |               |               |        |        |         |
|         | Генеральний ревізор Національної ревізійної служби Китаю                           | Лю Цзяї (刘家义)               |      |               |               |        |        |         |
|         | Державний радник                                                                   | Ян Цзін (杨晶)                 |      |               |               |        |        |         |
|         | Державний радник                                                                   | Чан Ваньцюань (常万全)         |      |               |               |        |        |         |
|         | Державний радник                                                                   | Ян Цзечі (杨洁篪)              |      |               |               |        |        |         |
|         | Державний радник                                                                   | Го Шенкунь (郭声琨)            |      |               |               |        |        |         |
|         | Державний радник                                                                   | Ван Ян (汪洋)                  |      |               |               |        |        |         |
|         | Державний радник                                                                   | Ян Цзін (杨晶)                 |      |               |               |        |        |         |
|         | Голова Центральної військової комісії Китаю                                        | Сі Цзіньпін (習近平)           |      |               |               |        |        |         |
|         | Голова Державної комісії національного розвитку і реформ Китаю                     | Сюй Шаоші (徐绍史)             |      |               |               |        |        |         |
|         | Голова Державної комісії Китаю у справах національного здоров'я і планування сім'ї | Лі Бінь (李斌)                 |      |               |               |        |        |         |
|         | Голова Державної комісії Китаю у справах національностей                           | Батир (巴特尔)                 |      |               |               |        |        |         |